# Verne (Doubs)
Pour les articles homonymes, voir Verne.
Verne est une commune française située dans le département du Doubs, la région culturelle et historique de Franche-Comté et la région administrative Bourgogne-Franche-Comté. 
Ses habitants se nomment les Vernois et Vernoises.

## Géographie

### Climat
Pour des articles plus généraux, voir Climat de la Bourgogne-Franche-Comté et Climat du Doubs.
En 2010, le climat de la commune est de type climat de montagne, selon une étude du Centre national de la recherche scientifique s'appuyant sur une série de données couvrant la période 1971-2000. En 2020, Météo-France publie une typologie des climats de la France métropolitaine dans laquelle la commune est exposée à un climat semi-continental et est dans la région climatique  Jura, caractérisée par une forte pluviométrie en toutes saisons (1 000 à 1 500 mm/an), des hivers rigoureux et un ensoleillement médiocre. 
Pour la période 1971-2000, la température annuelle moyenne est de 9,9 °C, avec une amplitude thermique annuelle de 17,3 °C. Le cumul annuel moyen de précipitations est de 1 234 mm, avec 12,6 jours de précipitations en janvier et 10,5 jours en juillet. Pour la période 1991-2020, la température moyenne annuelle observée sur la station météorologique de Météo-France la plus proche, « Branne_sapc », sur la commune de Branne à 9 km à vol d'oiseau, est de 11,1 °C et le cumul annuel moyen de précipitations est de 1 127,0 mm. 
La température maximale relevée sur cette station est de 39 °C, atteinte le 7 août 2015 ; la température minimale est de −19,8 °C, atteinte le 20 décembre 2009,,. 
Les paramètres climatiques de la commune ont été estimés pour le milieu du siècle (2041-2070) selon différents scénarios d'émission de gaz à effet de serre à partir des nouvelles projections climatiques de référence DRIAS-2020. Ils sont consultables sur un site dédié publié par Météo-France en novembre 2022.

## Urbanisme

### Typologie
Au 1er janvier 2024, Verne est catégorisée commune rurale à habitat dispersé, selon la nouvelle grille communale de densité à 7 niveaux définie par l'Insee en 2022.
Elle est située hors unité urbaine et hors attraction des villes,.

### Occupation des sols
L'occupation des sols de la commune, telle qu'elle ressort de la base de données européenne d’occupation biophysique des sols Corine Land Cover (CLC), est marquée par l'importance des territoires agricoles (68,8 % en 2018), une proportion identique à celle de 1990 (68,8 %). La répartition détaillée en 2018 est la suivante : 
zones agricoles hétérogènes (61,5 %), forêts (31,2 %), prairies (4,2 %), terres arables (3 %). L'évolution de l’occupation des sols de la commune et de ses infrastructures peut être observée sur les différentes représentations cartographiques du territoire : la carte de Cassini (XVIIIe siècle), la carte d'état-major (1820-1866) et les cartes ou photos aériennes de l'IGN pour la période actuelle (1950 à aujourd'hui).

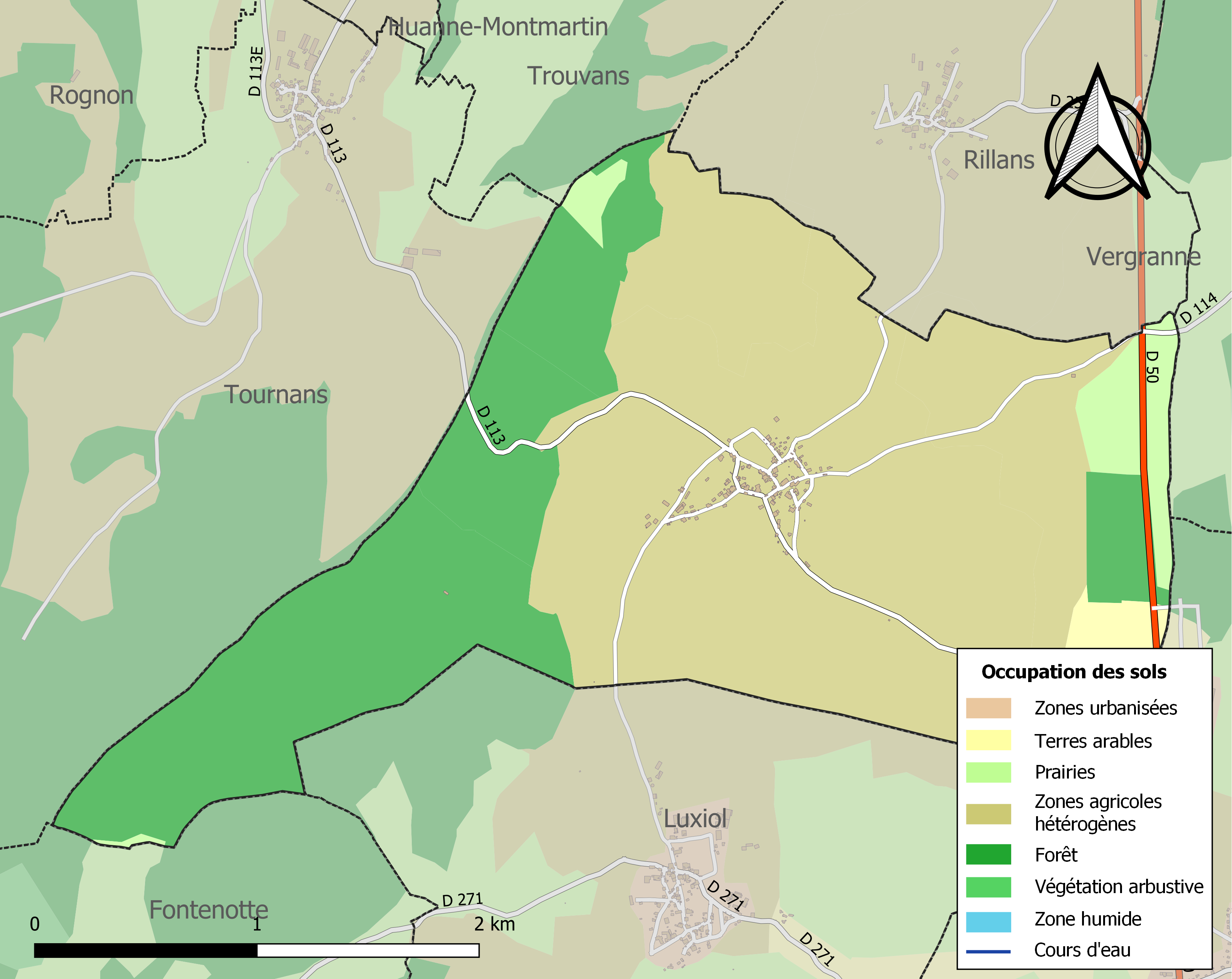
Carte des infrastructures et de l'occupation des sols de la commune en 2018 (CLC).

## Toponymie
Le nom de la localité est mentionné sous les formes Verna en 1040 ; Verna in pago Algogiensi en 1143 ; Verna en 1119 ; Grange de Verne en 1320 ; Verne depuis 1346.
Verne dérive du gaulois verna, « aulne » (lui-même formé sur une racine pré-celtique vara, « eau »), suivi du suffixe collectif -etum ou -etam, « lieu occupé par - ». Il désigne un bois de vernes, d'aulnes, une aulnaie.

## Politique et administration
| Période                                  | Période  | Identité          | Étiquette | Qualité |
| ---------------------------------------- | -------- | ----------------- | --------- | ------- |
| mars 2001                                | 2008     | Claude Deffeuille |           |         |
| mars 2008                                | 2014     | Vincent Birr      |           |         |
| mars 2014                                | mai 2020 | Patricia Galliot  | DVG       |         |
| mai 2020                                 | En cours | Denis Giarardot   |           |         |
| Les données manquantes sont à compléter. |          |                   |           |         |

## Démographie
L'évolution du nombre d'habitants est connue à travers les recensements de la population effectués dans la commune depuis 1793. Pour les communes de moins de 10 000 habitants, une enquête de recensement portant sur toute la population est réalisée tous les cinq ans, les populations de référence des années intermédiaires étant quant à elles estimées par interpolation ou extrapolation. Pour la commune, le premier recensement exhaustif entrant dans le cadre du nouveau dispositif a été réalisé en 2006.

En 2022, la commune comptait 124 habitants, en évolution de −3,88 % par rapport à 2016 (Doubs : +1,88 %, France hors Mayotte : +2,11 %).
| 1793 | 1800 | 1806 | 1821 | 1831 | 1836 | 1841 | 1846 | 1851 |
| ---- | ---- | ---- | ---- | ---- | ---- | ---- | ---- | ---- |
| 274  | 277  | 256  | 259  | 287  | 290  | 320  | 340  | 328  |

| 1856 | 1861 | 1866 | 1872 | 1876 | 1881 | 1886 | 1891 | 1896 |
| ---- | ---- | ---- | ---- | ---- | ---- | ---- | ---- | ---- |
| 293  | 295  | 312  | 283  | 248  | 247  | 252  | 260  | 236  |

| 1901 | 1906 | 1911 | 1921 | 1926 | 1931 | 1936 | 1946 | 1954 |
| ---- | ---- | ---- | ---- | ---- | ---- | ---- | ---- | ---- |
| 248  | 244  | 231  | 178  | 171  | 173  | 178  | 165  | 145  |

| 1962 | 1968 | 1975 | 1982 | 1990 | 1999 | 2006 | 2011 | 2016 |
| ---- | ---- | ---- | ---- | ---- | ---- | ---- | ---- | ---- |
| 150  | 126  | 129  | 119  | 102  | 120  | 135  | 128  | 129  |

| 2021 | 2022 | - | - | - | - | - | - | - |
| ---- | ---- | - | - | - | - | - | - | - |
| 125  | 124  | - | - | - | - | - | - | - |

## Culture locale et patrimoine

### Lieux et monuments
- L'église Saint-Martin construite sur un tertre au centre du village qui recèle plusieurs éléments recensés dans la base Palissy : Maître-autel, 3 retables, 2 confessionnaux, une clôture de chœur et une statue du Christ.
- Les lavoirs-abreuvoirs

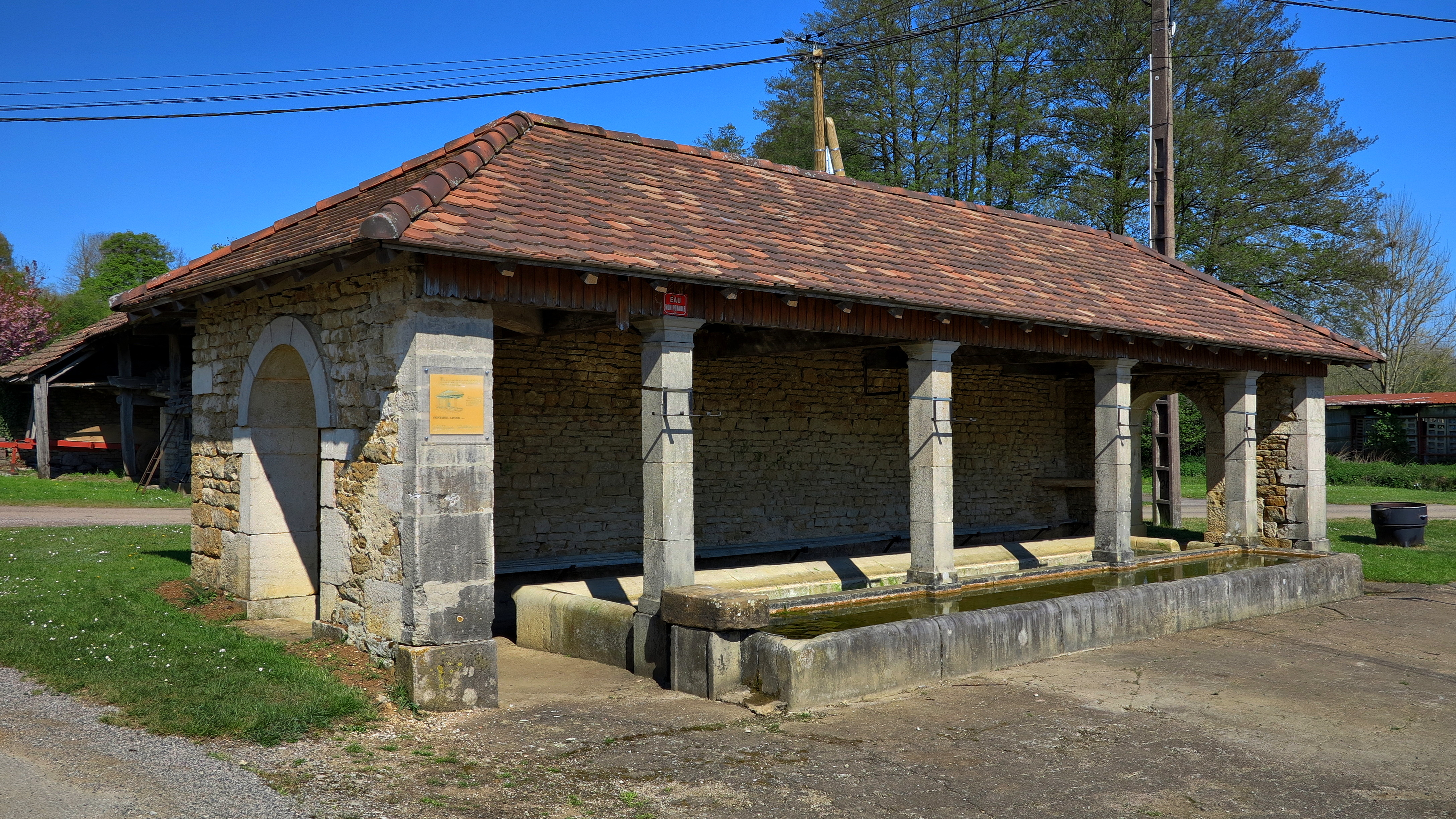
Lavoir-abreuvoir 1.
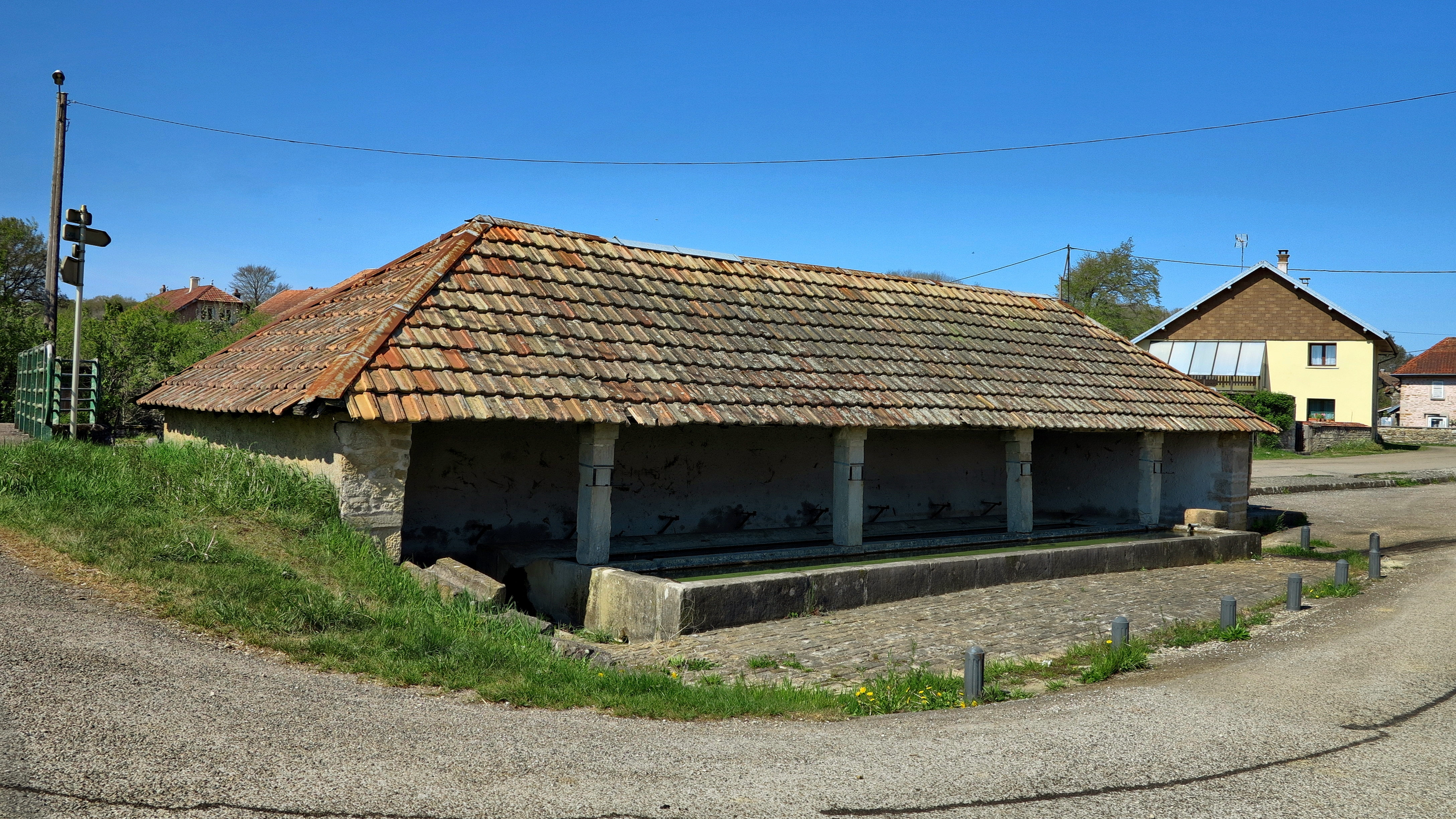
Lavoir-abreuvoir 2.

### Héraldique
| Blason de Verne | Blason  | Coupé : au 1er de gueules à deux bars adossés d'or, au 2e d'argent au verne (aulne) de sinople ; vêtu de l'un en l'autre.                                                                                         |
| Blason de Verne | Détails | Armes parlantes (verne = aulne). Les deux bars rappellent les armes d'Henriette de Montbéliard, le verne (ou aulne) renvoie au nom de la commune. Création de Camille Heidet adoptée par la municipalité en 2002. |